# Eythor Thorlaksson
Eythor Thorlaksson (en islandés Eyþór Þorláksson) (Hafnarfjörður, Islandia, 22 de marzo de 1930 - Reikiavik, 18 de diciembre de 2018) fue un compositor, arreglista y guitarrista islandés.

## Vida y trabajo
Eythor Thorlaksson nació en Krosseyrarvegur, en la ciudad costera de Hafnarfjörður en Islandia. Sus padres fueron María Jakobsdóttir y Þorlákur Guðlaugsson. Mostró interés por la música desde que era niño y su primer instrumento por entonces fue un acordeón. A los dieciséis años ya había comenzado su carrera como músico profesional.
Entre los años 1950 y 1952 estudió guitarra clásica en Inglaterra, Dinamarca y Suecia, hasta que en 1953 se trasladó a Madrid, donde se convirtió en el primer islandés en estudiar dicho instrumento. Durante el periodo comprendido entre 1954 y 1957 estudió Armonía y Contrapunto y en los tres años posteriores completó sus estudios de guitarra con Graciano Tarragó en Barcelona. Desde entonces fue el profesor principal de guitarra en la escuela de música de su ciudad natal. Asimismo, arregló y escribió numerosos materiales para el estudio de la guitarra clásica, tareas que prosiguió tras su retiro en 1992.